# Bernard A. Harris
Bernard Anthony Harris Jr. (* 26. Juni 1956 in Temple, Bundesstaat Texas, USA) ist ein ehemaliger US-amerikanischer Astronaut. 
Harris erhielt 1978 einen Bachelor in Biologie von der University of Houston und 1982 einen Doktorgrad in Medizin von der Texas Tech University. 1996 erhielt er einen Master in Biomedizin von der University of Texas Medical Branch. 1999 erhielt er einen Master of Business Administration von der University of Houston.
Bis 1985 arbeitete Harris als Internist an der Mayo Clinic. Anschließend arbeitete er bis 1987 am Ames Research Center der NASA. 1988 absolvierte er eine Ausbildung als Fliegerarzt auf der Brooks Air Force Base in San Antonio. Danach kam er zum Johnson Space Center der NASA und arbeitete dort in der medizinischen Forschung und als Fliegerarzt.

## Astronautentätigkeit
Nach einer vergeblichen Bewerbung für die zwölfte Astronautengruppe wurde Harris im Januar 1990 von der NASA mit der 13. Gruppe als Astronautenanwärter ausgewählt.

### STS-55
Harris erster Flug führte ihn als Missionsspezialist mit der Raumfähre Columbia ins All. Der Flug ist in Deutschland als zweite deutsche Spacelab-Mission „D-2“ bekannt. Der zehntägige Flug musste wegen verschiedener technischer Probleme mehrmals verschoben werden und konnte erst am 26. April 1993 beginnen. Bei der Mission wurde das erste Mal eine IMAX-Kamera mitgeführt. Mit an Bord befanden sich mit Ulrich Walter und Hans Schlegel zwei deutsche Astronauten.

### STS-63
Am 3. Februar 1995 startete Harris als Missionsspezialist mit der Raumfähre Discovery zum ersten Flug eines Shuttles zur Raumstation Mir. Während der Mission näherte sich der Orbiter am vierten Flugtag der Mir bis auf elf Meter und hielt diese Position für zehn Minuten. Im weiteren Verlauf der Mission wurde die Plattform SPARTAN 204 ausgesetzt und wieder eingefangen sowie ein viereinhalbstündiger Weltraumausstieg durchgeführt. Erstmals wurde das Space Shuttle mit der Pilotin Eileen Collins von einer Frau gesteuert.

## Nach der NASA
Nach seinem Ausscheiden aus der NASA im April 1996 fing Harris bei der Firma SPACEHAB Inc. an. 2022 wurde er in die American Academy of Arts and Sciences gewählt.

## Privates
Bernard Harris ist verheiratet und hat ein Kind.